# Bagolyháza
Bagolyháza (ukránul: Біласовиця) település Ukrajnában, Kárpátalján, a Munkácsi járásban.

## Fekvése
Volóctól északnyugatra fekvő település.

## Nevének eredete
Eredeti neve Bilaszovica volt, ami személynév eredetű, szláv névadással jött létre, a kenézi jogokat gyakorló Bilasz-család nevét őrzi. A Bagolyháza nevet 1903-ban kapta a falu a településnevek magyarosítása során, mivel az eredeti névben a bila szovica (fehér bagoly) szókapcsolatot vélték felfedezni.

## Története
Bagolyháza nevét 1689-ben említette először oklevél Bileczovech néven.
1727-ben Bilatzovicze, 1773-ban Bilas(z)owicza, 1913-ban Bagolyháza, 1925-ben Bilasovice néven írták
A falut az 1600-as évek második felében telepítette a Bilasz család.
1754-ben a Popovics család tagjai viselték itt a soltészságot, de a Schönborn család tisztjei e jogot elvették tőlük és a kenézi jogot a Bilasz családbeli örökösöknek adták vissza.
A magyarosított Bagolyháza nevet 1903-ban kapta a falu annak alapján, hogy a szláv névben a fehér bagoly szókapcsolatot vélték felfedezni.
1910-ben 120 lakosából 19 német, 101 ruszin volt. Ebből 102 görögkatolikus, 18 izraelita volt.
A trianoni békeszerződés előtt Bereg vármegye Alsóvereckei járásához tartozott.
A településbe oldadt még az egykor önálló Borzafalva és Miskafalva is.

### Borzafalva
Borzafalva, vagy Borszucsina nevét 1648-ban Borszuchina, Borszuczina néven említette először oklevél.
Nevének eredete: A Borszucsina helységnév ruszin eredetű, a ruszin-ukrán борсукъ~борсук ’borz’ állatnévből ered, amihez a birtoklást, illetve valamivel való ellátottságot jelentő-inъ képző kapcsolódik. A falu a környező erdők jellegzetes állatáról kaphattta a nevét a 17.  század  első  felében, de talán  nem  alaptalan  víznévi eredetét feltételeznünk, a kárpátaljai pataknevekben ugyanis gyakran szerepel a 
borz állatnév. 
A trianoni békeszerződés előtt Bereg vármegye alsóvereczkei járásához tartozott. 1910-ben 110 görögkatolikus ruszin lakosa volt.
Az országos helységnévrendezés során, 1904-ben a Borszucsina nevet Borzfalvára magyarosították. A falut 1960-ban csatolták  Bilaszovicához.

### Miskafalva
Miskafalva, Miskarovica nevét 1648-ban Miskarovic néven említette először oklevél.
Nevének eredete:  a Miskarovica helységnév szlovák,  esetleg  zempléni  ruszin személynévi eredetű. Kenézi alapítású falu, kenézei  hosszú  időn  keresztül a Miskar család  tagjai  voltak (1699-ben Miskar Kuzma, 1772-ben Marcus  Miskár neve volt említve).  A  családnév alapja  a szlovák miškár~ruszin мeшкаръ ’herélő’ foglalkozásnév,( vö. magyar miskárol ige),     amihez, az -ica képző   kapcsolódik. 
A trianoni békeszerződés előtt Bereg vármegye Alsóvereczkei járásához tartozott. 1910-ben 125 lakosából 14 német, 111 ruszin volt, melyből 111 görögkatolikus, 14 izraelita volt.
1904-ben, az országos helységnévrendezés során a  falu  nevét Miskafalvára  magyarosították.  
Miskarovica 1960-ban egyesült Bilaszovicával.

## Népessége
A 2001-es népszámlálás során a lakosság 99,4%-a ukrán, 0,6% orosz anyanyelvűnek vallotta magát.